# Bertizarana
Bertizarana là một đô thị trong tỉnh và cộng đồng tự trị Navarre, Tây Ban Nha. Đô thị này có diện tích là 38,75 ki-lô-mét vuông, dân số năm 2007 là 662 người.
Đô thị này nằm ở độ cao 136 m trên mực nước biển.

## Biến động dân số
| Biến động dân số                                          | Biến động dân số | Biến động dân số | Biến động dân số | Biến động dân số | Biến động dân số | Biến động dân số | Biến động dân số | Biến động dân số | Biến động dân số | Biến động dân số |
| 1996                                                      | 1998             | 1999             | 2000             | 2001             | 2002             | 2003             | 2004             | 2005             | 2006             | 2007             |
| --------------------------------------------------------- | ---------------- | ---------------- | ---------------- | ---------------- | ---------------- | ---------------- | ---------------- | ---------------- | ---------------- | ---------------- |
| 651                                                       | 637              | 719              | 657              | 651              | 679              | 684              | 689              | 678              | 676              | 662              |
| Nguồn: Bertizarana et instituto de estadística de navarra |                  |                  |                  |                  |                  |                  |                  |                  |                  |                  |